# Amour défendu
Pour les articles homonymes, voir Forbidden.
Pour le film espagnol, voir Une vie secrète (film, 2019).
Pour plus de détails, voir Fiche technique et Distribution.
Amour défendu (Forbidden), également intitulé Une vie secrète, est un film américain de 1932, réalisé par Frank Capra.

## Synopsis
Lulu Smith, sur le déclin de sa vie, revoit ses premières années. Journaliste, elle s'offre quelques semaines de vacances à La Havane. Au cours de la croisière, par un curieux hasard, elle fait la connaissance de Bob Grover, avocat, qui se présente sous un faux nom. Une idylle se noue durant le séjour. Puis, de retour aux États-Unis, ils continuent à se voir. Un soir d'Halloween, Lulu attend avec impatience son amant, car elle doit lui apprendre une importante nouvelle. Bob Grover lui révèle alors sa véritable identité. Il lui avoue qu'il est marié à une infirme, et qu'il culpabilise par le fait qu'il conduisait l'automobile, lorsque l'accident est arrivé. Furieuse, Lulu le met à la porte et garde pour elle son secret: elle est enceinte.

## Fiche technique
- Titre : Amour défendu (titre alternatif : Une vie secrète)
- Titre original : Forbidden
- Réalisation : Frank Capra
- Scénario : Jo Swerling d'après une histoire de Frank Capra
- Photographie : Joseph Walker
- Montage : Maurice Wright
- Costumes : Edward Stevenson
- Producteurs : Frank Capra et Harry Cohn
- Société de production : Columbia Pictures
- Société de distribution : Columbia Pictures
- Pays de production :  États-Unis
- Langue originale : anglais, français
- Tournage : Du 30 septembre 1931 au 3 novembre 1931
- Format : Noir et blanc — 35 mm — 1,37:1 — Son : Mono  (Western Electric System)
- Genre : mélodrame
- Durée : 85 minutes
- Dates de sortie : 
  - États-Unis : 9 janvier 1932 (New York)
  - États-Unis : 15 janvier 1932 (sortie nationale)

## Distribution
- Barbara Stanwyck : Lulu Smith
- Adolphe Menjou : Bob Grover
- Ralph Bellamy : Al Holland
- Dorothy Peterson : Helen Grover
- Thomas Jefferson : Wilkinson
- Myrna Fresholt : Roberta, bébé
- Charlotte Henry : Roberta, 18 ans
- Oliver Eckhardt : Briggs
- Roger Byrne : Garçon d'office
- Henry Armetta : Emile

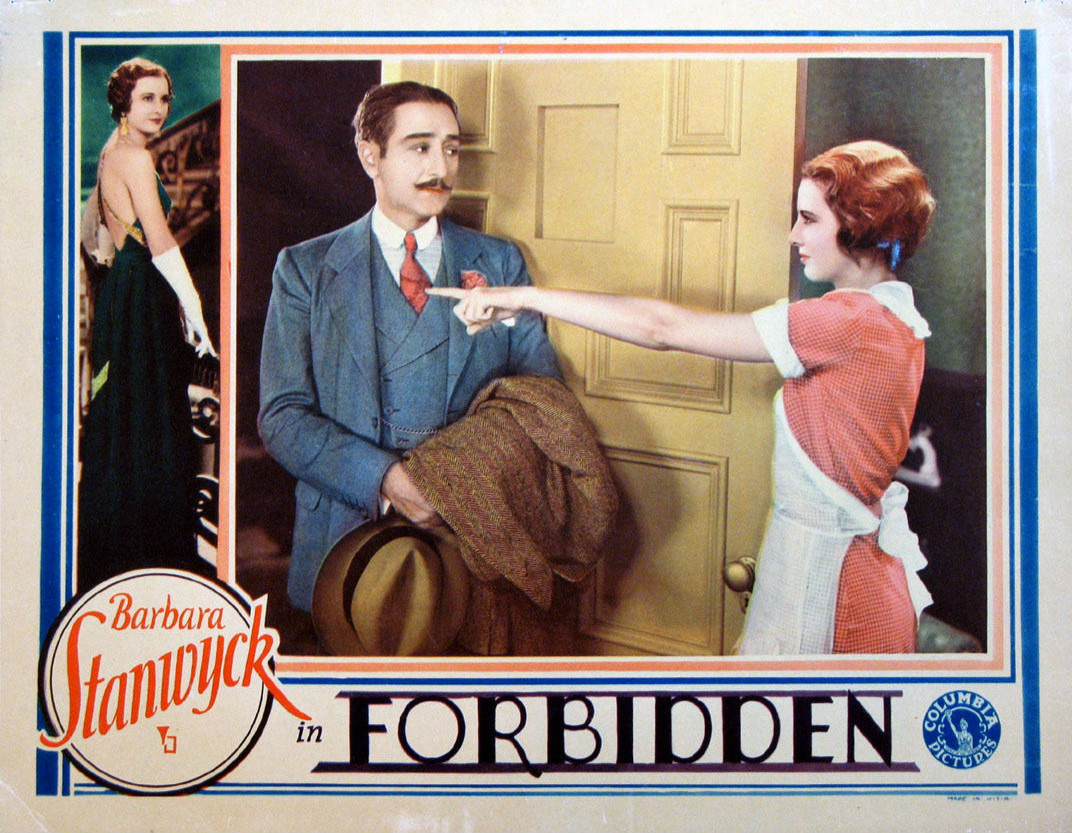
Adolphe Menjou et Barbara Stanwyck.

Et, parmi les acteurs non crédités :
- Harry Holman : Chroniqueur du journal
- Fred Kelsey : Marty, détective
- Claude King : M. Jones
- Charles Middleton : Pianiste